# Thiệu Nguyên Minh
Thiệu Nguyên Minh (tiếng Trung: 邵元明; sinh năm 1956) là Thiếu tướng Quân Giải phóng Nhân dân Trung Quốc (PLA). Ông hiện là Phó Tham mưu trưởng Bộ Tham mưu liên hợp Quân ủy Trung ương Trung Quốc.

## Tiểu sử
Thiệu Nguyên Minh sinh tháng 12 năm 1956, người Đức Châu, tỉnh Sơn Đông. Ông từng đảm nhiệm chức vụ Tham mưu trưởng rồi Tư lệnh Căn cứ 53, Quân đoàn Pháo binh 2, đóng quân tại Côn Minh, tỉnh Vân Nam.
Năm 2016, Thiệu Nguyên Minh được bổ nhiệm làm Phó Tham mưu trưởng Quân chủng Tên lửa Quân Giải phóng Nhân dân Trung Quốc. Quân chủng Tên lửa được thành lập thay thế cho Quân đoàn Pháo binh số 2 (SAC) trong nhiệm vụ kiểm soát các kho vũ khí hạt nhân vào tháng 12 năm 2015 trong đợt cải cách quân đội của Trung Quốc.
Tháng 1 năm 2017, Thiệu Nguyên Minh được bổ nhiệm giữ chức vụ Phó Tham mưu trưởng Bộ Tham mưu liên hợp Quân ủy Trung ương Trung Quốc. Tháng 4 năm 2017, ông được giao kiêm nhiệm chức vụ Phó Tổ trưởng Tiểu tổ Lãnh đạo Chống khủng bố Quốc gia Trung Quốc.